# Бэнтон, Дэлано
Дэлано Бэнтон (англ. Dalano Banton; род. 7 ноября 1999, Торонто) — канадский профессиональный баскетболист клуба НБА «Портленд Трэйл Блэйзерс».

## Профессиональная карьера

### Торонто Рэпторс (2021–2023)
Бэнтон был выбран под 46-м номером на драфте НБА 2021 года командой «Торонто Рэпторс», что сделало его первым канадцем, выбранным этой франшизой. 14 августа он подписал многолетний контракт с «Рэпторс». Бэнтон решил носить номер 45 в честь автобуса TTC 45 Kipling, который регулярно обслуживал район, в котором он вырос. Он дебютировал в НБА 20 октября 2021 года в первом домашнем матче сезона «Рэпторс» против команды «Вашингтон Уизардс» и набрал свои первые очки в карьере в НБА, забив трёхочковый с сиреной в конце третьей четверти. 13 ноября 2021 года Бэнтон набрал рекордные 12 очков в сезоне, добавив три подбора, две передачи и перехват в проигранной со счётом 127–121 игре против «Детройт Пистонс».
24 ноября 2022 года Бэнтон набрал рекордные 27 очков в карьере, а также четыре подбора, четыре передачи, три перехвата и два блок-шота в выигранной со счётом 115–111 игре против «Детройт Пистонс».

### Бостон Селтикс (2023–2024)
3 июля 2023 года Бэнтон подписал двухлетний контракт с «Бостон Селтикс».

### Портленд Трэйл Блэйзерс (2024–настоящее время)
8 февраля 2024 года Бэнтон был обменян в «Портленд Трэйл Блэйзерс» на защищенный выбор во втором раунде. 27 марта Бэнтон обновил рекорд карьеры — 31 очко, а также 5 подборов и 9 передач в матче, в котором «Трэйл Блэйзерс» проиграли клубу «Атланта Хокс» со счётом 120–106. 14 апреля 2024 года в последнем матче сезона «Портленда» против «Сакраменто Кингз» Бэнтон промазал все 15 бросков из-за дуги. Таким образом, он стал первым игроком в истории НБА, который сделал столько попыток трехочковых бросков без единого попадания.
4 ноября 2024 года Бэнтон набрал 20 очков менее чем за 12 минут в победной игре против «Нью-Орлен Пеликанс» — это был первый раз в истории франшизы, а также это всего лишь 7-й случай, когда игрок сделал это в НБА.

## Статистика

### Статистика в НБА
| Сезон                                                                                    | Команда  | Регулярный сезон | Регулярный сезон | Регулярный сезон | Регулярный сезон | Регулярный сезон | Регулярный сезон | Регулярный сезон | Регулярный сезон | Регулярный сезон | Регулярный сезон | Регулярный сезон | Серия плей-офф | Серия плей-офф | Серия плей-офф | Серия плей-офф | Серия плей-офф | Серия плей-офф | Серия плей-офф | Серия плей-офф | Серия плей-офф | Серия плей-офф | Серия плей-офф |
| Сезон                                                                                    | Команда  | GP               | GS               | MPG              | FG%              | 3P%              | FT%              | RPG              | APG              | SPG              | BPG              | PPG              | GP             | GS             | MPG            | FG%            | 3P%            | FT%            | RPG            | APG            | SPG            | BPG            | PPG            |
| ---------------------------------------------------------------------------------------- | -------- | ---------------- | ---------------- | ---------------- | ---------------- | ---------------- | ---------------- | ---------------- | ---------------- | ---------------- | ---------------- | ---------------- | -------------- | -------------- | -------------- | -------------- | -------------- | -------------- | -------------- | -------------- | -------------- | -------------- | -------------- |
| 2021/22                                                                                  | Торонто  | 64               | 1                | 10,9             | 41,1             | 25,5             | 59,1             | 1,9              | 1,5              | 0,4              | 0,2              | 3,2              | 4              | 0              | 2,0            | 100,0          | -              | 50,0           | 0,5            | 0,3            | 0,3            | 0,0            | 1,8            |
| 2022/23                                                                                  | Торонто  | 31               | 2                | 9,0              | 42,3             | 29,4             | 70,8             | 1,5              | 1,2              | 0,4              | 0,4              | 4,6              | Не участвовал  | Не участвовал  | Не участвовал  | Не участвовал  | Не участвовал  | Не участвовал  | Не участвовал  | Не участвовал  | Не участвовал  | Не участвовал  | Не участвовал  |
| 2023/24                                                                                  | Бостон   | 24               | 1                | 7,1              | 37,3             | 12,5             | 80,0             | 1,5              | 0,8              | 0,2              | 0,1              | 2,3              | Не участвовал  | Не участвовал  | Не участвовал  | Не участвовал  | Не участвовал  | Не участвовал  | Не участвовал  | Не участвовал  | Не участвовал  | Не участвовал  | Не участвовал  |
| 2023/24                                                                                  | Портленд | 30               | 8                | 29,2             | 40,8             | 31,1             | 78,0             | 4,8              | 3,6              | 0,9              | 0,6              | 16,7             | Не участвовал  | Не участвовал  | Не участвовал  | Не участвовал  | Не участвовал  | Не участвовал  | Не участвовал  | Не участвовал  | Не участвовал  | Не участвовал  | Не участвовал  |
| 2024/25                                                                                  | Портленд | 67               | 7                | 16,7             | 39,1             | 32,4             | 72,8             | 2,0              | 2,4              | 0,6              | 0,5              | 8,3              | Не участвовал  | Не участвовал  | Не участвовал  | Не участвовал  | Не участвовал  | Не участвовал  | Не участвовал  | Не участвовал  | Не участвовал  | Не участвовал  | Не участвовал  |
|                                                                                          | Всего    | 216              | 19               | 14,5             | 40,2             | 30,4             | 72,8             | 2,2              | 2,0              | 0,5              | 0,4              | 6,8              | 4              | 0              | 2,0            | 100,0          | -              | 50,0           | 0,5            | 0,3            | 0,3            | 0,0            | 1,8            |
| Наведите курсор мыши на аббревиатуры в заголовке таблицы, чтобы прочесть их расшифровку. |          |                  |                  |                  |                  |                  |                  |                  |                  |                  |                  |                  |                |                |                |                |                |                |                |                |                |                |                |

### Статистика в Джи-Лиге
| Сезон                                                                                    | Команда     | Регулярный сезон | Регулярный сезон | Регулярный сезон | Регулярный сезон | Регулярный сезон | Регулярный сезон | Регулярный сезон | Регулярный сезон | Регулярный сезон | Регулярный сезон | Регулярный сезон | Серия плей-офф | Серия плей-офф | Серия плей-офф | Серия плей-офф | Серия плей-офф | Серия плей-офф | Серия плей-офф | Серия плей-офф | Серия плей-офф | Серия плей-офф | Серия плей-офф |
| Сезон                                                                                    | Команда     | GP               | GS               | MPG              | FG%              | 3P%              | FT%              | RPG              | APG              | SPG              | BPG              | PPG              | GP             | GS             | MPG            | FG%            | 3P%            | FT%            | RPG            | APG            | SPG            | BPG            | PPG            |
| ---------------------------------------------------------------------------------------- | ----------- | ---------------- | ---------------- | ---------------- | ---------------- | ---------------- | ---------------- | ---------------- | ---------------- | ---------------- | ---------------- | ---------------- | -------------- | -------------- | -------------- | -------------- | -------------- | -------------- | -------------- | -------------- | -------------- | -------------- | -------------- |
| 2021/22                                                                                  | Рэпторс 905 | 11               | 10               | 32,7             | 50,7             | 32,7             | 65,6             | 7,8              | 5,2              | 1,3              | 0,4              | 24,9             | Не участвовал  | Не участвовал  | Не участвовал  | Не участвовал  | Не участвовал  | Не участвовал  | Не участвовал  | Не участвовал  | Не участвовал  | Не участвовал  | Не участвовал  |
| 2022/23                                                                                  | Рэпторс 905 | 15               | 13               | 31,9             | 43,6             | 25,8             | 87,1             | 6,3              | 4,7              | 1,3              | 0,8              | 18,7             | Не участвовал  | Не участвовал  | Не участвовал  | Не участвовал  | Не участвовал  | Не участвовал  | Не участвовал  | Не участвовал  | Не участвовал  | Не участвовал  | Не участвовал  |
| 2023/24                                                                                  | Мэн Селтикс | 2                | 2                | 34,9             | 43,5             | 33,3             | 64,3             | 5,5              | 4,0              | 2,0              | 1,5              | 29,5             | Не участвовал  | Не участвовал  | Не участвовал  | Не участвовал  | Не участвовал  | Не участвовал  | Не участвовал  | Не участвовал  | Не участвовал  | Не участвовал  | Не участвовал  |
|                                                                                          | Всего       | 28               | 25               | 32,4             | 46,7             | 28,9             | 74,0             | 6,8              | 4,8              | 1,3              | 0,7              | 21,9             | Не участвовал  | Не участвовал  | Не участвовал  | Не участвовал  | Не участвовал  | Не участвовал  | Не участвовал  | Не участвовал  | Не участвовал  | Не участвовал  | Не участвовал  |
| Наведите курсор мыши на аббревиатуры в заголовке таблицы, чтобы прочесть их расшифровку. |             |                  |                  |                  |                  |                  |                  |                  |                  |                  |                  |                  |                |                |                |                |                |                |                |                |                |                |                |

### Статистика в NCAA
| Сезон | Команда          | Conf    | Class | GP | GS | MPG  | FG%  | 3P%  | FT%  | RPG | APG | SPG | BPG | PPG |
| --- | ---------------- | ------- | ----- | -- | -- | ---- | ---- | ---- | ---- | --- | --- | --- | --- | --- |
| 2018/19 | Вестерн Кентукки | CUSA    | FR    | 31 | 12 | 15,1 | 40,2 | 21,6 | 55,9 | 3,0 | 2,1 | 0,5 | 0,5 | 3,4 |
| 2020/21 | Небраска         | Big Ten | SO    | 27 | 22 | 27,3 | 41,1 | 24,7 | 65,9 | 5,9 | 3,9 | 1,0 | 0,9 | 9,6 |
| Всего | Всего            | Всего   | Всего | 58 | 34 | 20,8 | 40,8 | 23,7 | 63,1 | 4,3 | 2,9 | 0,7 | 0,7 | 6,3 |
| Наведите курсор мыши на аббревиатуры в заголовке таблицы, чтобы прочесть их расшифровку Статистика приведена с сайта sports-reference.com |                  |         |       |    |    |      |      |      |      |     |     |     |     |     |